# Šurice
Šurice este o comună slovacă, aflată în districtul Lučenec din regiunea Banská Bystrica. Localitatea se află la altitudinea de 219 m deasupra n.m., se întinde pe o suprafață de 14 km2 și în 2017 număra 492 de locuitori. Se învecinează cu comuna Stará Bašta.

## Istoric
Localitatea Šurice este atestată documentar din 1245.

## Demografie
| An:                | 1994 | 2004    | 2014   | 2024    |
| ------------------ | ---- | ------- | ------ | ------- |
| Număr de persoane: | 572  | 513     | 516    | 455     |
| Diferență:         |      | −10,31% | +0,58% | −11,82% |

| An:                | 2023 | 2024   |
| ------------------ | ---- | ------ |
| Număr de persoane: | 454  | 455    |
| Diferență:         |      | +0,22% |